# Monumentul lui Corneliu Coposu din București

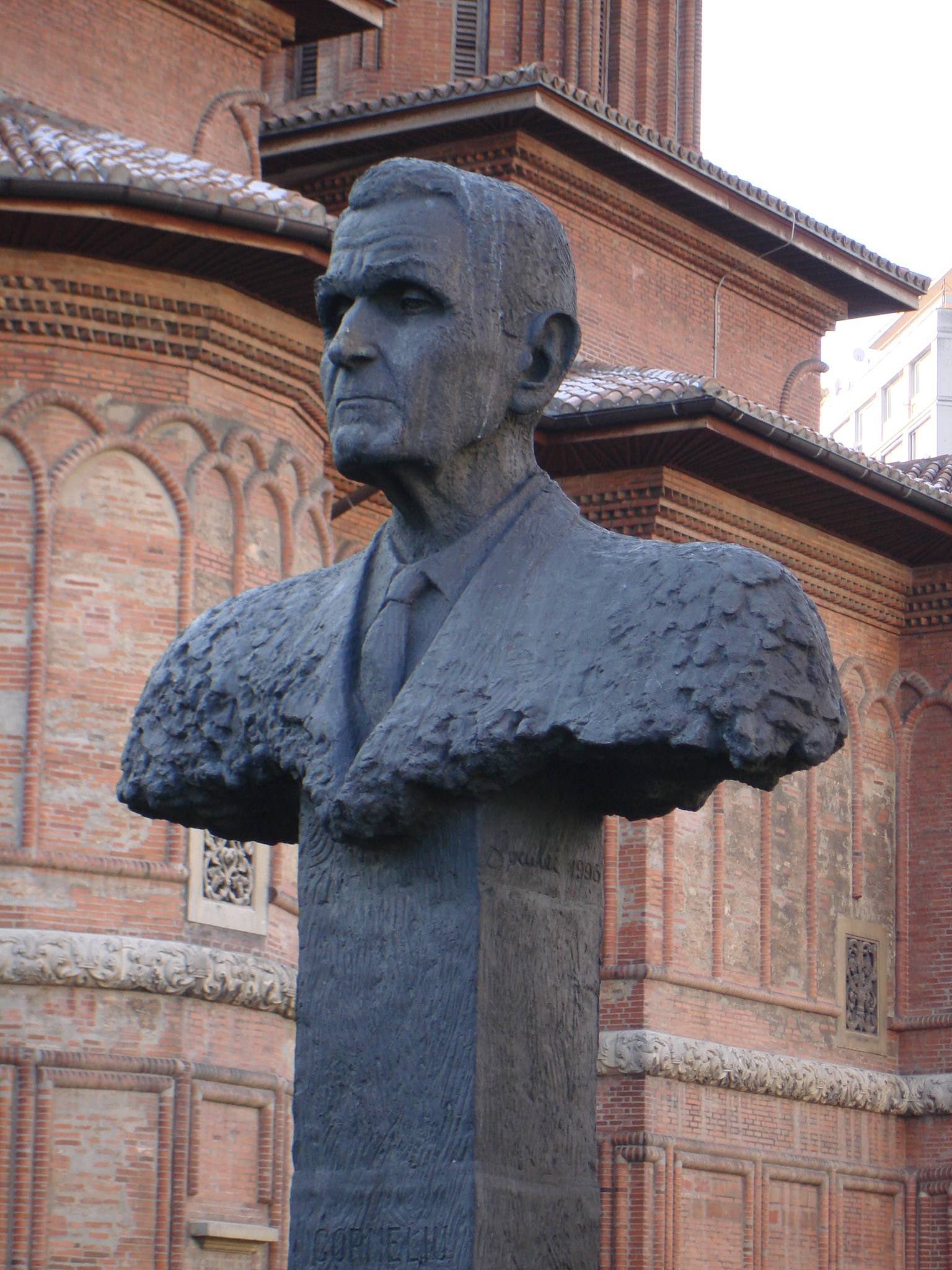
Monumentul lui Corneliu Coposu de lângă Biserica Kretzulescu (București). Sculptor: Mihai Buculei, 1996

Monumentul lui Corneliu Coposu din București este un bust, realizat de sculptorul Mihai Buculei, în 1996, și instalat în Piața Revoluției, lângă Biserica Krețulescu, în memoria lui Corneliu Coposu (20 mai 1914 - 11 noiembrie 1995), om politic român, președinte al Partidului Național Țărănesc Creștin Democrat între anii 1989 și 1995, senator, lider al opoziției din România post-decembristă, fost deținut politic sub regimul comunist.
Mihai Buculei a declarat într-un interviu că a realizat sculptura respectivă în trei zile, intenționând să o expună la Galeria Catacomba. O vedea definitivată în ipsos, în formă de semn de cruce, ca în cimitirele ardelenești. Dorea să reprezinte o rememorare a suferințelor prin care a trecut. Chiar și tatăl sculptorului a fost închis opt ani la penitenciarul Aiud, deoarece făcuse parte din Mișcarea Legionară. Când Dimitrie Berea a văzut lucrarea, l-a contactat pe Mircea Ciumara, care era atunci ministru de Finanțe. Acesta a venit la Mihai Buculei împreună cu surorile lui Coposu și l-au rugat să îl toarne în bronz, spre a fi expus într-un spațiu public. Deoarece îl cunoscuse pe Corneliu Coposu la Alba Iulia, s-a hotărât să accepte rugămintea, fără să ceară nici un ban.
Alte monumente ale lui Corneliu Coposu se află la Iași, Râmnicu Sărat, Drobeta-Turnu Severin (în Parcul Tineretului) , Timișoara (modelat de sculptorul timișorean Victor Gaga și dezvelit pe 20 mai 2000 în parcul de lângă Bega)..